# Canadian Forces Base North Bay
Canadian Forces Base North Bay är en militärbas i Kanada.   Den ligger i provinsen Ontario, i den sydöstra delen av landet, 300 km väster om huvudstaden Ottawa. Canadian Forces Base North Bay ligger 349 meter över havet.